# Tennengebirge
Das Tennengebirge ist eine Gebirgsgruppe der Nördlichen Kalkalpen im österreichischen Bundesland Salzburg. Es erreicht seinen höchsten Punkt im Raucheck mit 2430 m ü. A. Das stark verkarstete Gebirge besteht vorwiegend aus Dachsteinkalk und bildet ein ausgedehntes Plateau. Das Gebiet entwässert größtenteils unterirdisch und ist von mehreren großen Höhlen durchzogen, darunter die längste Eishöhle der Welt, die Eisriesenwelt mit 42 Kilometern Länge. Durch Alpenvereinshütten, ein großes Wegenetz und mehrere Wintersportgebiete ist das Tennengebirge für den Tourismus erschlossen. Ein Großteil des Tennengebirgsplateaus steht seit 1985 unter Naturschutz. Der Name stammt von der im östlichen Teil des Hochplateaus gelegenen Tennalm ab.

## Geographie

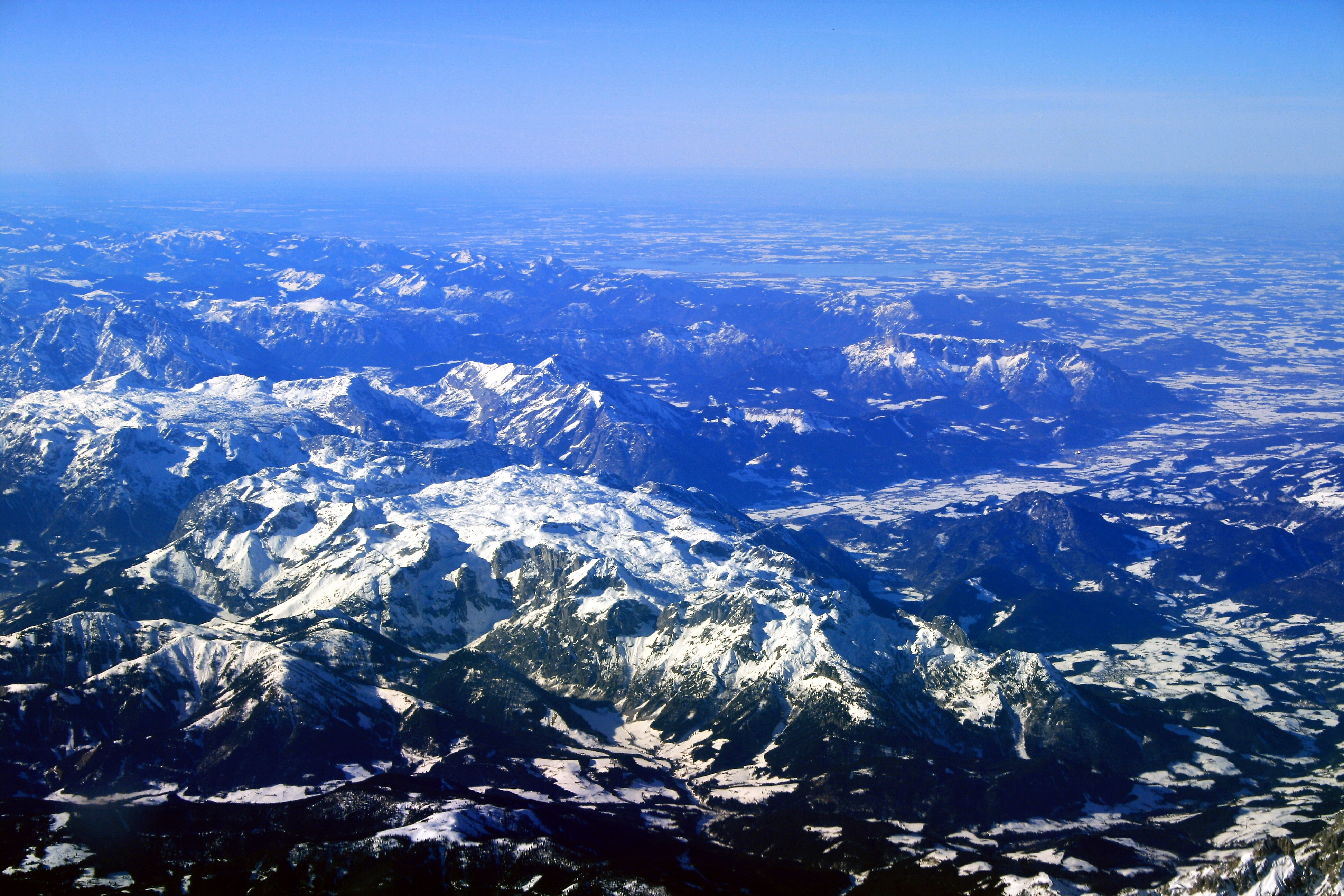
Das Tennengebirge im Vordergrund. Dahinter die Berchtesgadener und Chiemgauer Alpen.

Das Tennengebirge hat eine maximale Ausdehnung zwischen der Salzach im Westen und Annaberg im Lammertal im Osten von 20 und von Voglau im Norden nach Hüttau im Süden von 20 Kilometern; es umfasst eine Gesamtfläche von etwa 280 km² mit einer Grenzlänge von 80 km.
Die Begrenzung im Norden verläuft von der Mündung der Lammer in die Salzach nach Osten bis zur Einmündung des Rußbach in die Lammer. Die Ostgrenze verläuft entlang der Lammer bis nach Lungötz und weiter entlang des Karbachs über St. Martin am Tennengebirge dem St. Martinsbach folgend bis zu dessen Einmündung in den Fritzbach bei Niedernfritz. Der Fritzbach bildet die Südgrenze bis zur Einmündung in die Salzach bei Bischofshofen. Die Westgrenze bildet die Salzach. Verwaltungsmäßig ist das Gebiet auf die Bezirke Hallein und St. Johann im Pongau aufgeteilt.

### Einordnung und Gliederung
Das Tennengebirge wird in der Alpenvereinseinteilung der Ostalpen (AVE) als eigene Gruppe (Nr. 13) der Nördlichen Ostalpen geführt, desgleichen in der Gebirgsgruppengliederung nach Trimmel (1510), wo die ganze Gruppe zu den Westlichen Salzkammergutalpen (1500) gehört. Landesgeographisch rechnet man sie zu den Salzburger Kalkhochalpen.
Gegliedert wird das Tennengebirge in das eigentliche kompakte Tennengebirgsmassiv (Trimmel 1511 Tennengebirge), von dem man noch die südliche Abdachung als Teilgebiet ohne markante orographische Grenze unterscheiden kann, und dem Strubberg (Trimmel 1512), der als vorgelagerte Inselbergzone im Lammertal liegt.

### Talorte
Gemeinden sind (entgegen dem Uhrzeigersinn):
- Werfen
- Pfarrwerfen
- Werfenweng
- Sankt Martin am Tennengebirge
- Annaberg-Lungötz
- Abtenau
- Scheffau am Tennengebirge
- Golling

### Gipfel

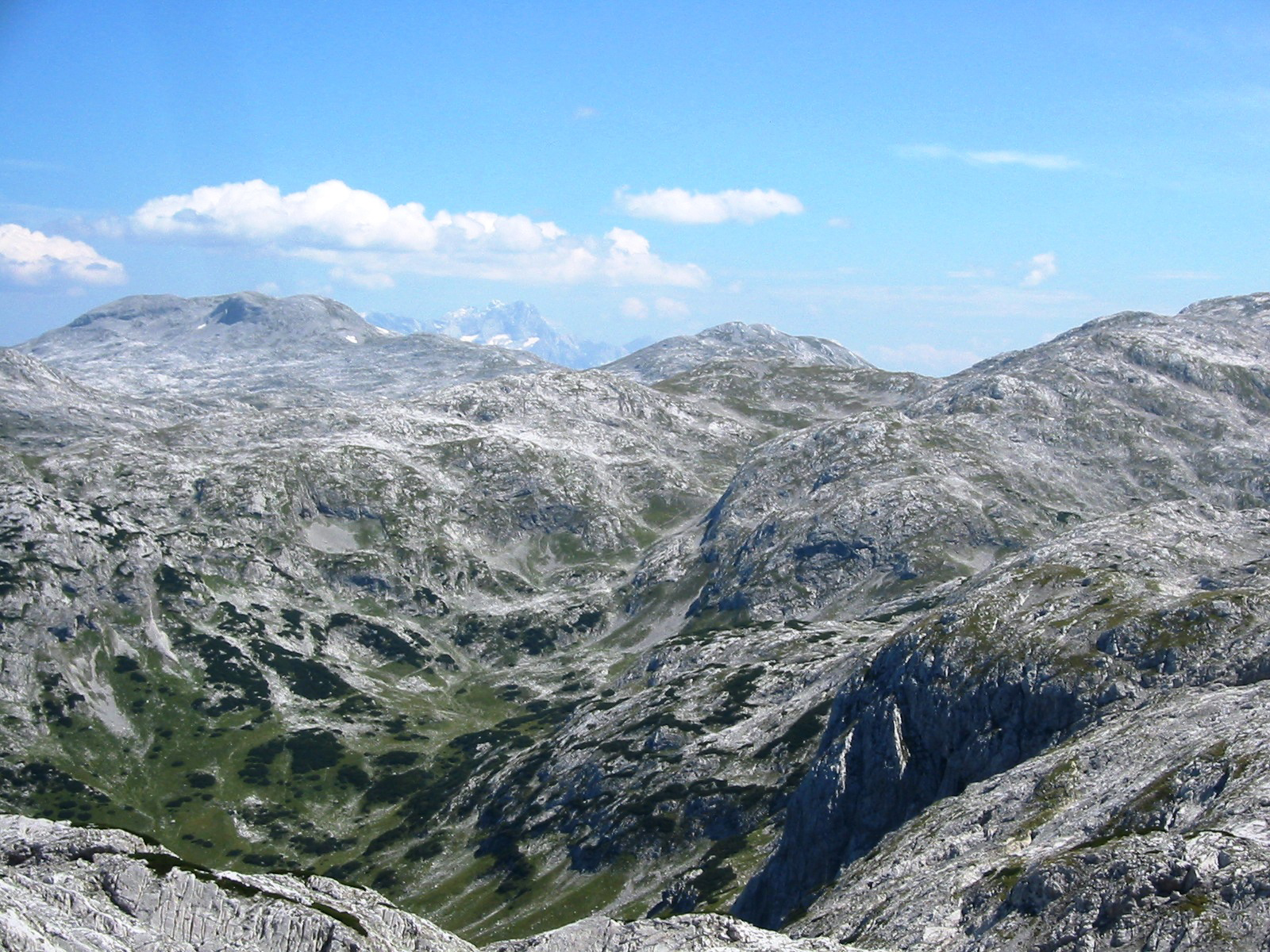
Blick auf die Karstfläche des Tennengebirges Richtung Südost. Im Hintergrund: Hoher Dachstein

Die höchsten Erhebungen sind Raucheck (2430 m ü. A.) im Westteil und Bleikogel (2412 m ü. A.) im Ostteil des Gebirges. Die höchsten Gipfel befinden sich am Südrand des Plateaus, das zum Norden hin abfällt. Liste der bedeutendsten Gipfel:
| - Raucheck (2430 m) - Bleikogel (2411 m) - Hochpfeiler (2410 m) - Lehnender Stein (2402 m) - Pfaffenleitnkopf (2370 m) - Werfener Hochthron (2363 m) - Fritzerkogel (2360 m) - Streitmandl (2360 m) - Schubbühel (2334 m) - Tiroler Kogel (2324 m) - Eiskogel (2321 m) - Brietkogel (2316 m) | - Wieselstein (2300 m) - Scheiblingkogel (2290 m) - Hochkogel (2283 m) - Fieberhorn (2278 m) - Tauernkogel (2247 m) - Knallstein (2234 m) - Hochkarfelderkopf (2219 m) - Breitstein (2161 m) - Tagweide (2128 m) - Edelweißkogel (2030 m) |

## Geologie

### Lithostratigraphie

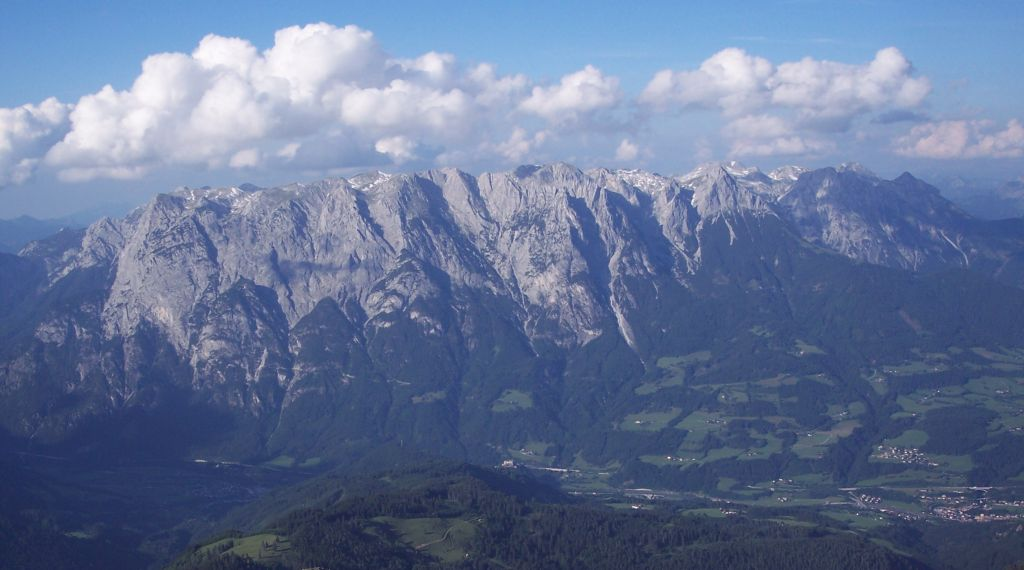
Tennengebirge von Südwesten, rechterhand die Hügelzone der Werfen-St.-Martiner Schuppenzone

Das Tennengebirge ist ein stark verkarstetes Bergmassiv, das hauptsächlich aus Dachsteinkalk besteht, der auf einem Sockel aus Ramsaudolomit aufliegt.
Die südlichen Vorberge, entlang der Linie Lungötz–Werfenweng–Werfen, gehören einer Schuppenzone an. Diese Zone aus Werfener Schichten aus der Untertrias und mitteltriadischen Dolomiten (Anisium, Ladinium) wird Werfen–St.-Martiner Schuppenzone genannt.

### Hydrogeologie
Die tiefgründig verkarsteten Kalke entwässern größtenteils unterirdisch. So befinden sich in den Hochlagen keine größeren oberflächlichen Abflüsse. Der Großteil des Regen- und Schmelzwassers versickert in den Spalten und Dolinen des Kalkgesteins und sammelt sich in ausgedehnten Höhlensystemen. Die Kalke werden von Grundwasser stauenden Werfener Schichten unterlagert. Diese tonig-mergligen Ablagerungsgesteine und das Einfallen der Schichten nach Norden erzwingen zahlreiche Quellaustritte am Nordfuß des Tennengebirges.
| Quelle                   | Höhle             | Kat. Nr. | Minimale beobachtete Schüttung [l/s] | Maximale beobachtete Schüttung [l/s] |
| ------------------------ | ----------------- | -------- | ------------------------------------ | ------------------------------------ |
| Salzachöfen              | Brunneckerhöhle   | 1511/1   | 10                                   | 1000                                 |
| Infang Alm               | Infang Wasserloch | 1511/130 | 10                                   | 3000                                 |
| Scheffauer Schwarzenbach | Winnerfallhöhle   | 1511/4   | 100                                  | 15000                                |
| Trickfall                | Trickfallhöhle    | 1511/10  | 10                                   | 3000                                 |
| Dachserfall              | Dachserfallhöhle  | 1511/11  | 100                                  | 1000                                 |

### Höhlen

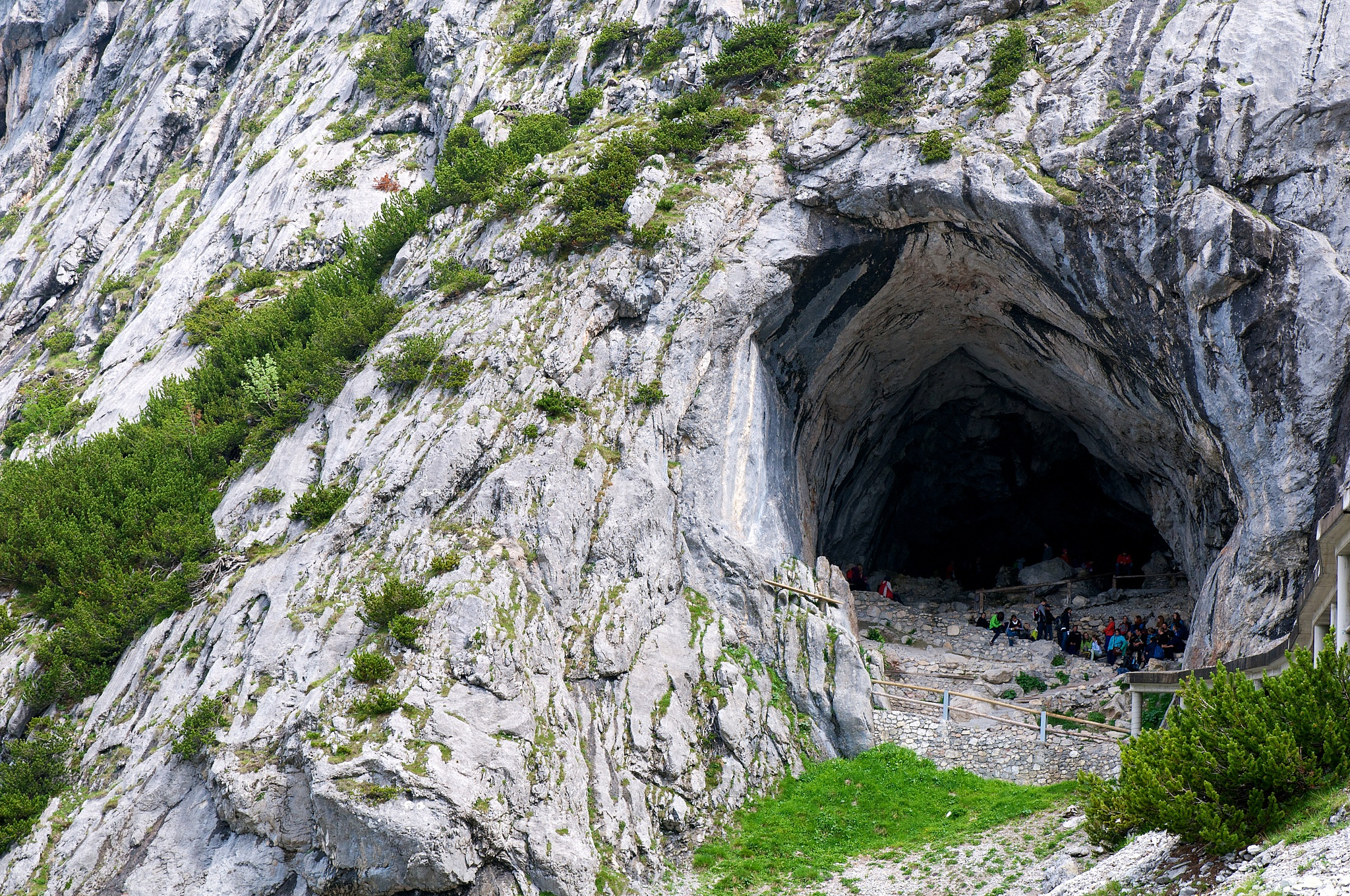
Eingang der Eisriesenwelt

Der gut verkarstungsfähige Dachsteinkalk bietet im Zusammenwirken mit dem übrigen Trennflächengefüge besonders günstige Voraussetzungen für die Höhlenbildung. Mit Stand 2015 sind im Österreichischen Höhlenverzeichnis mehr als 1000 Objekte verzeichnet. Die meisten Höhlen(teile) liegen zwischen 1500 m ü. A. und 1600 m ü. A. Mit vermessenen 42 km ist die Eisriesenwelt (Kat.Nr. 1511/24) die längste Höhle im Tennengebirge und als Schauhöhle für den Tourismus erschlossen. Vor etwa 10 Millionen Jahren begann eine Periode, in der die mittleren und östlichen Kalkalpen starker Hebung bis zum heutigen Hochgebirge ausgesetzt waren. Die Hebung erfolgte nicht kontinuierlich, wie sich aus den Höhlensystemen ableiten lässt. Im Tennengebirge existiert eine deutliche Höhenzonierung der Höhlengänge, die sich in mehrere Niveaus einteilen lässt, die mit der Lage des damaligen Karstwasserspiegels zusammenhängen. Das Ruinenhöhlen-Niveau im Bereich der Dachstein-Hochfläche ist im frühen Oligozän entstanden und befindet sich über 2000 m ü. A. Das darunter liegende Riesenhöhlen-Niveau mit der Eisriesenwelt bildete sich im Obermiozän. Etwa 400 bis 500 m unter dem Riesenhöhlen-Nieveau liegt eine weitere Zone mit deutlich ausgeprägten Horizontalgängen. Das plio- bis pleistozäne Quellhöhlenniveau mit dem Brunnecker-Petrefakten-Höhlensystem (Kat.Nr. 1511/1) zeigt den heutigen Karstwasserspiegel an. Die horizontalen Höhlen-Gangsysteme bildeten sich zu Zeiten tektonischer Ruhe, weil sie lange Zeit zur Bildung beanspruchen. Dazwischen lagen Zeiten rascher Hebung, in denen vor allem vertikal Höhlenstrecken entstanden.
| Name                           | Kat.-Nr. | Vermessungslänge [m] | Vertikalerstreckung [m] |
| ------------------------------ | -------- | -------------------- | ----------------------- |
| Eisriesenwelt                  | 1511/24  | 42000                | 380                     |
| Berger-Platteneck-Höhlensystem | 1511/162 | 30396                | 1291                    |
| Altherrenlabyrinth             | 1511/550 | 15000                | 395                     |
| Gamskar-Eishöhle               | 1511/709 | 13204                | 636                     |
| Offenbarungs-Eishöhle          | 1511/666 | 10785                | 452                     |

## Natur- und Landschaftsschutz
Das gesamte felsige Hochplateau des Tennengebirgs ist als Naturschutzgebiet Tennengebirge (NSG 5) ausgewiesen, mit 8541,7 ha. Es erstreckt sich von nördlich Stegenwald bis an den Traunstein und die Königswand West–Ost über gut 16 km, und den Bergen über Scheffau bis an die Südflanke Nord–Süd über 9 km. Es wurde 1982 eingerichtet. Es umfasst Gebiete der Ortschaften respektive Katastralgemeinden Obergäu (Gemeinde Golling), Scheffau, Unterberg und Au (Gemeinde Abtenau), Lammerthal (Gemeinde St. Martin), Weng (Gemeinde Werfenweng), Lampersbach und Schlaming (Gemeinde Pfarrwerfen) und Wimm (Gemeinde Werfen).
Die südlichen Vorberge sind in Form einer Pufferzone als Landschaftsschutzgebiet Tennengebirge (LSG 58) ausgewiesen, mit 4781,3 ha. Dieses erstreckt sich bogenförmig vom Passruckgraben bei Lungötz über Lammerthal, Sonnberg (Gemeinde Hüttau), Weng, Lampersbach, Lehen, Maier und entlang der Tauernautobahn von Wimm bis Stegenwald. Dazu gehören auch Hofschoberberg, Brandlköpfe, Westflanke des Frommer Kogels, Ladenberg–Bischlinghöhe und Hirschkogel, wie auch der Zetzenbergkogel bei Werfen. Es wurde schon 1965 eingerichtet.
Schutzzweck des Naturschutzgebietes ist Erhaltung der Ursprünglichkeit des „mächtigen Kalkgebirgsstockes mit einem vielfältigen Karstformenschatz“, typischer Kalk-Trockenstandorte, der Pflanzengesellschaften und des Tierreichtums, der des Landschaftsschutzgebietes Erhaltung der besonderen landschaftlichen Schönheit und „der besonderen Bedeutung für die Erholungsnutzung (Wandertourismus) der teilweise ursprünglichen Landschaft sowie naturnahen Kulturlandschaft“.

## Alpinismus
Das Tennengebirge bietet als Plateaugebirge dem Bergwanderer lohnende Möglichkeiten für Überschreitungen. Zu beachten ist die Wasserarmut des Karstes und die Gefahr des Verirrens bei Nebel. Alpine Erfahrung und gute Kondition sind Grundvoraussetzung, auch wenn ausreichend Schutzhütten vorhanden sind. Die Randabstürze des Plateaus bieten dem Kletterer ein reiches Betätigungsfeld. Besonders die Wände am Südrand des Gebirges rund um die Werfener Hütte und oberhalb der Söldenhütte sind wegen ihrer leichten Erreichbarkeit sehr beliebt. Im Winter lohnen sich verschiedene Skitouren, bei den meisten wird es sich um ausgedehnte Plateauüberquerungen handeln, doch auch extreme Skitouren sind im Tennengebirge möglich.

### Hütten
Hütten sind:

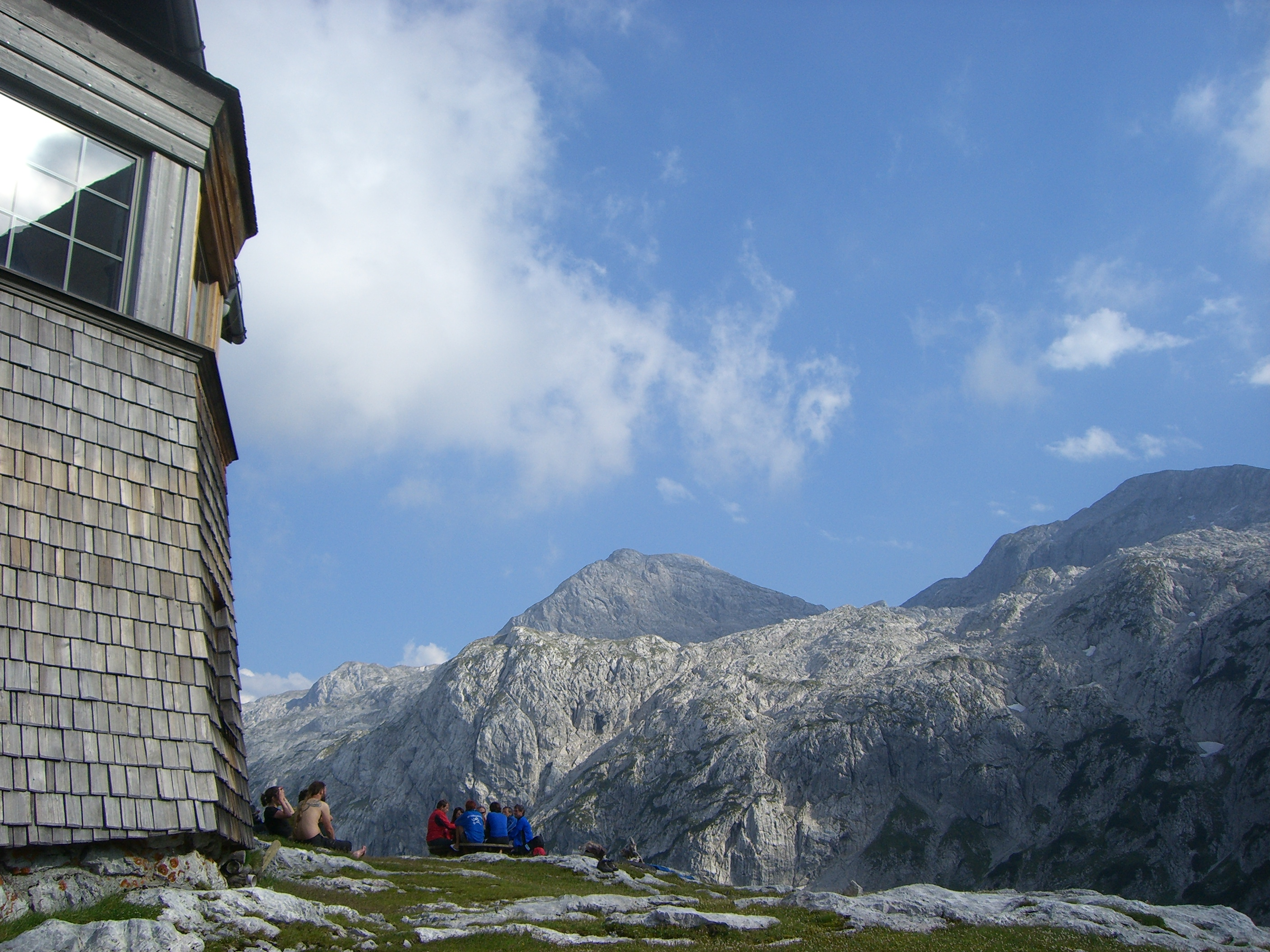
Tennengebirge vom Leopold-Happisch-Haus aus gesehen (2011)

| - Anton-Proksch-Haus (1590 m) - Dr.-Friedrich-Oedl-Haus (1575 m) - Söldenhütte (ehemals Dr.-Heinrich-Hackel-Hütte) (1531 m) - Edelweißerhütte (2350 m) - Elmaualm (1520 m) - Freilassinger Hütte (1550 m) - Gsengalmhütte (1450 m) - Gwechenberghütte (1365 m) | - Laufener Hütte (1725 m) - Leopold-Happisch-Haus (1925 m) - Mahdegg-Alm (1200 m) - Rossberghütte (1000 m) - Stefan-Schatzl-Hütte (1340 m) - Tristlhütte (1420 m) - Werfener Hütte (1970 m) |  |

### Fern-/Weitwanderwege
Der Europäische Fernwanderweg E4/Nordalpenweg 01/Via Alpina (Violetter Weg Etappe A34/35) verläuft durch das südliche Tennengebirge, von Lungötz nach Werfen über die Söldenhütte.
Außerdem führt der Salzburger Arnoweg entlang des Westens der Gruppe (Abschnitt 6 Kalkberge Ost, Etappe 52 Annaberg–Laufener Hütte und 53 nach Abtenau).